# Medvedie
Medvedie es un municipio del distrito de Svidník en la región de Prešov, Eslovaquia, con una población estimada a final del año 2024 de 43 habitantes.
Se encuentra ubicado en el centro-norte de la región, cerca del río Ondava (cuenca hidrográfica del río Tisza) y de la frontera con  Polonia.

## Demografía
| Año        | 1994 | 2004  | 2014     | 2024    |
| ---------- | ---- | ----- | -------- | ------- |
| Población  | 75   | 57    | 47       | 43      |
| Diferencia |      | −24 % | −17,54 % | −8,51 % |

| Año        | 2023 | 2024    |
| ---------- | ---- | ------- |
| Población  | 45   | 43      |
| Diferencia |      | −4,44 % |